# Christoph Nathe

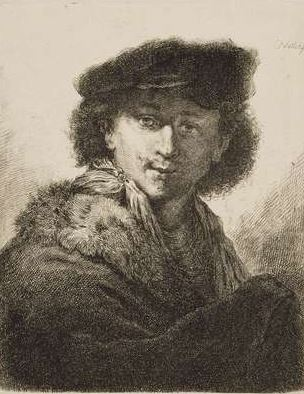
Selbstporträt

Christoph Nathe (* 3. Januar 1753 in Nieder-Bielau bei Penzig; † 10. Dezember 1806 in Schadewalde bei Marklissa) war ein deutscher Miniaturmaler, Aquarellist und Radierer.
Nathe war neben Franz Gareis und Heinrich Theodor Wehle einer der drei Oberlausitzer Maler, die um 1800 lebten und eine überregionale Bedeutung hatten.

## Leben
Christoph Nathe stammte aus einer Bauernfamilie. Seine schulische Ausbildung erhielt er am Görlitzer Gymnasium. Seinen ersten Zeichenunterricht erteilte ihm Johann Gottfried Schultz. 1774 ging Nathe nach Leipzig, um bei Adam Friedrich Oeser zu studieren. Zwischen 1783 und 1784 machte Nathe eine Reise in die Schweiz. 1787 übernahm er den Posten als Direktor der Görlitzer Zeichenschule und unterrichtete am Gymnasium. 1795 heiratete er Caroline von Meyer, die bereits 1798 starb. Dank des geerbten Vermögens seiner Frau konnte er die Stelle als Direktor 1799 kündigen. 1801 wurde er von einem früheren Studienfreund nach Rom eingeladen. Dort lernte er Italienisch. Einige Jahre lebte er in Lauban. 

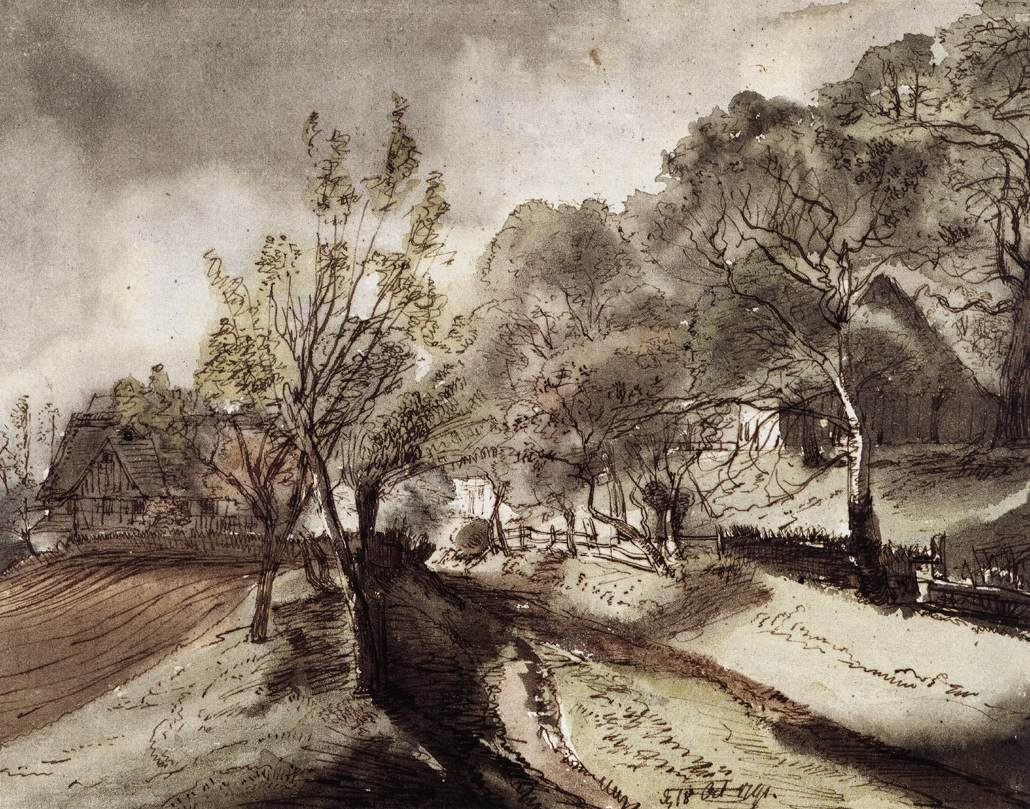
Christoph Nathe – Dorfstraße mit Häusern

Nathe zeichnete vorwiegend Landschaftsbilder, wie zum Beispiel vom Riesengebirge oder der Schweiz.
Den umfangreichsten Bestand seiner Werke bewahrt das Graphische Kabinett im Kulturhistorischen Museum Görlitz.